# Breg pri Ribnici na Dolenjskem
Breg pri Ribnici na Dolenjskem este o localitate din comuna Ribnica, Slovenia, cu o populație de 412 locuitori.